# Гаскойн, Карл Карлович
Карл Карлович Гаскойн (англ. Charles Gascoigne; 1737 — 1 августа 1806, Колпино) — шотландский и российский архитектор, механик, оружейник, изобретатель, действительный статский советник. Последние двадцать лет жизни провёл в Российской империи. Приобрёл известность как инженер-изобретатель и организатор производства.

## Биография

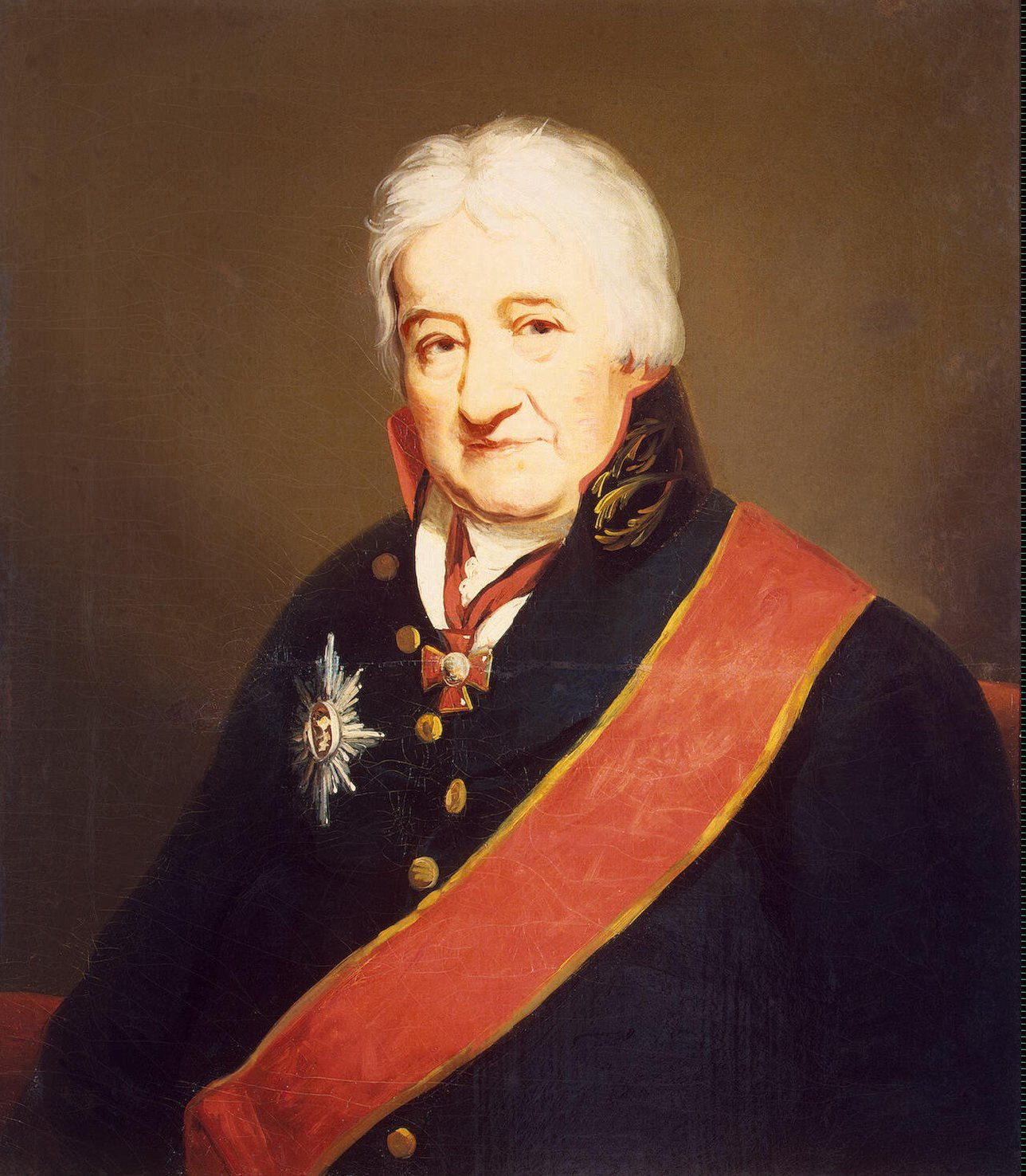
Карл Гаскойн, портрет не ранее 1804 года

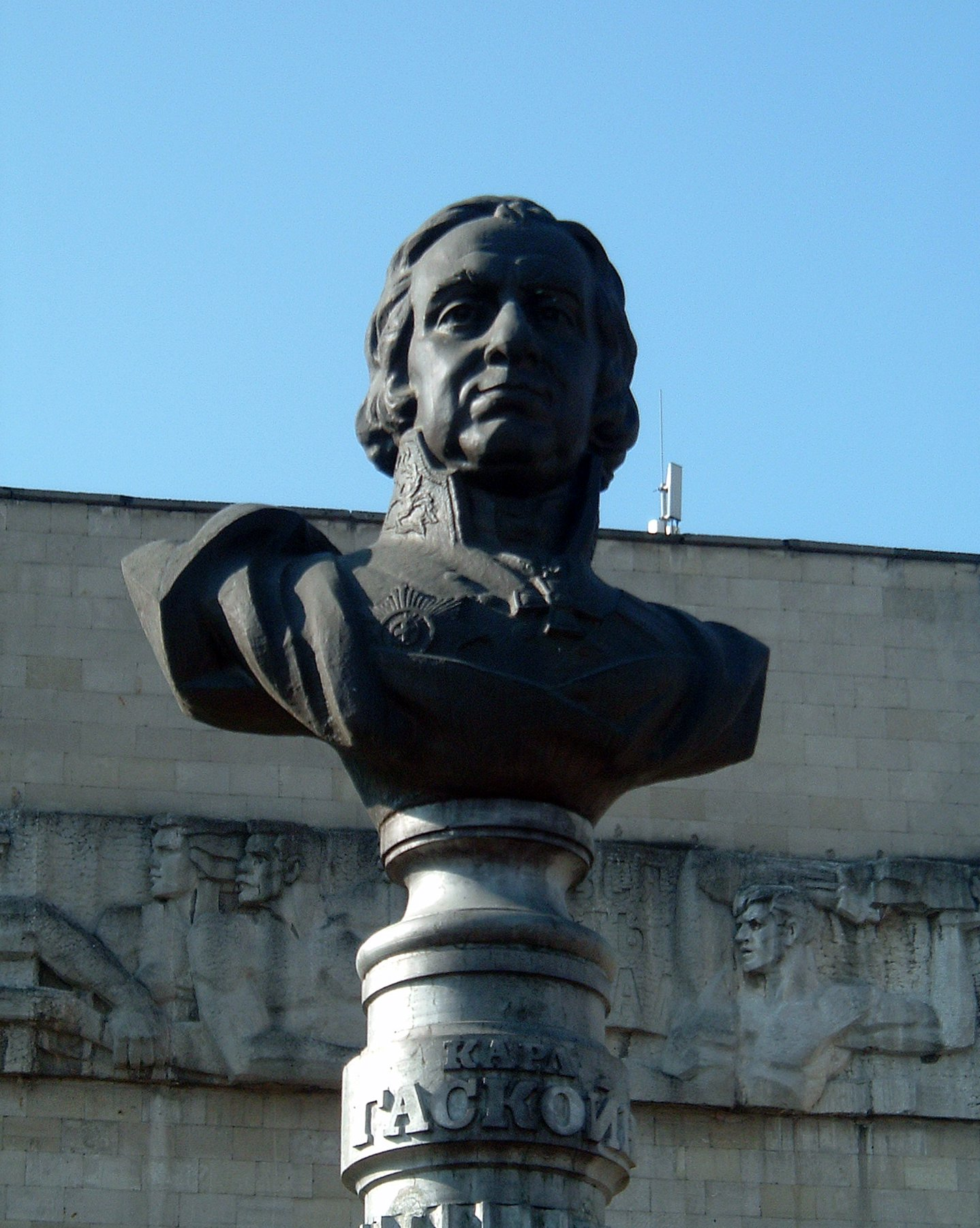
Памятник Карлу Гаскойну в Луганске

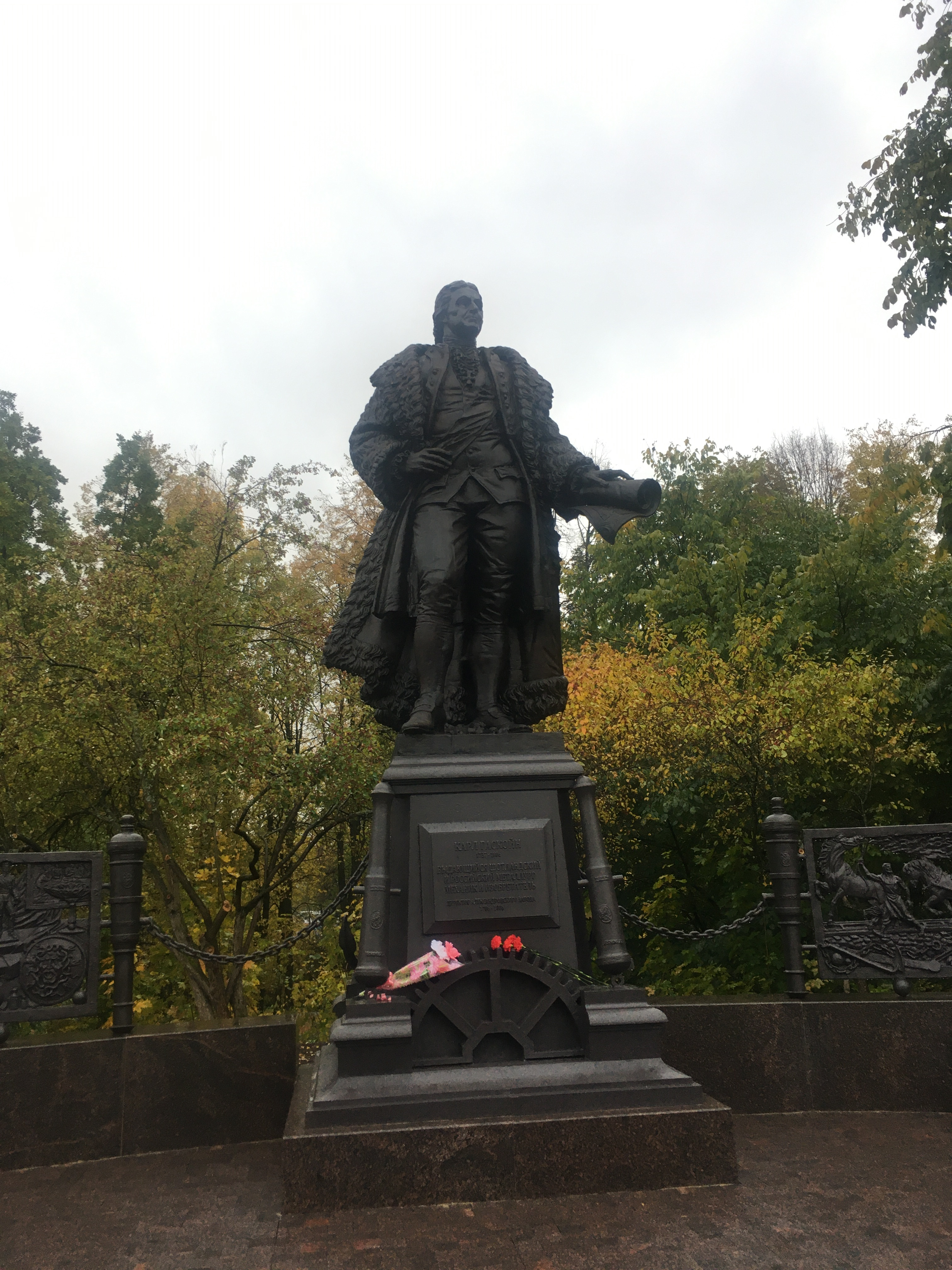
Памятник Карлу Гаскойну в Петрозаводске

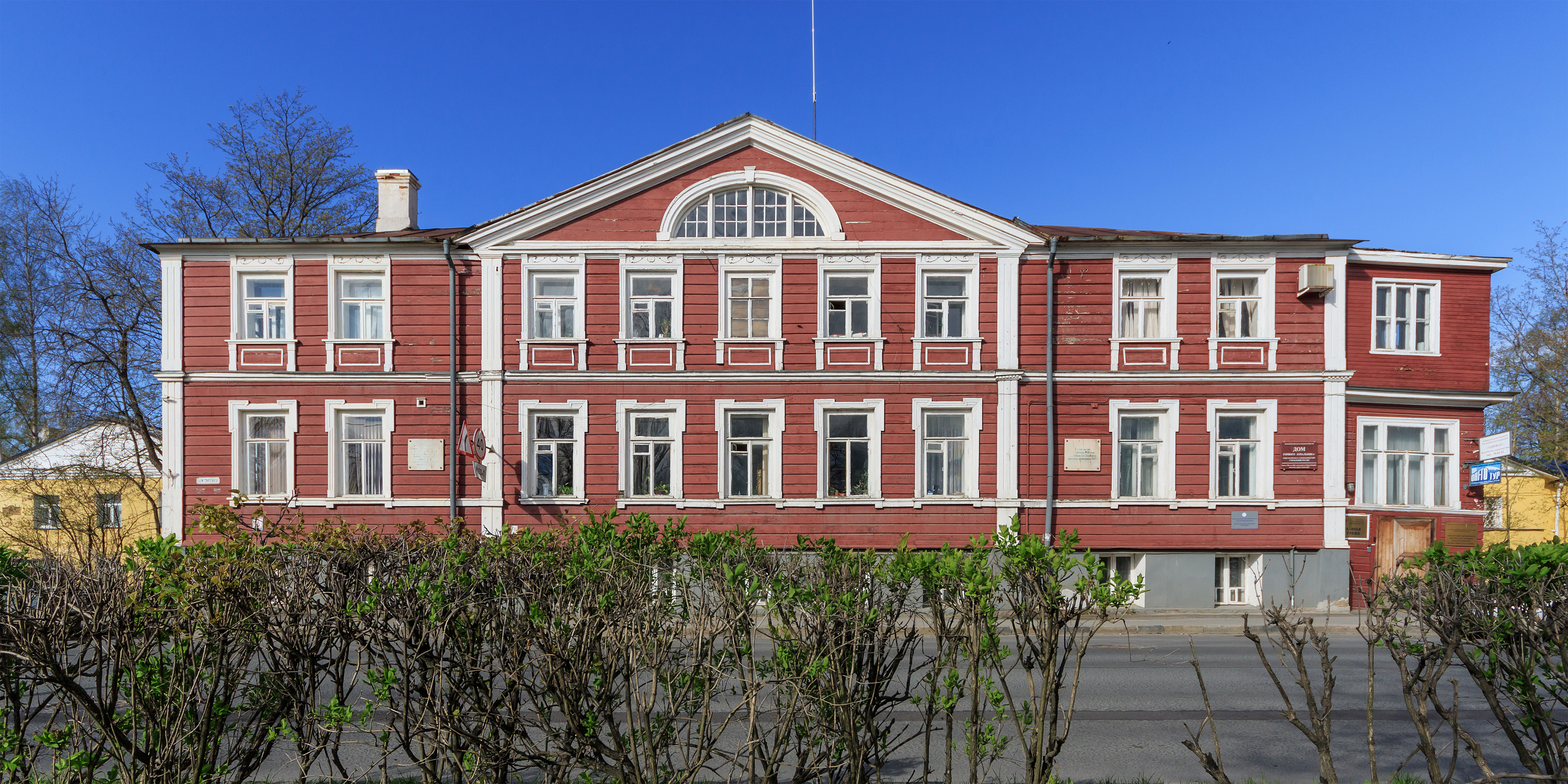
Дом горного начальника Олонецких заводов в Петрозаводске

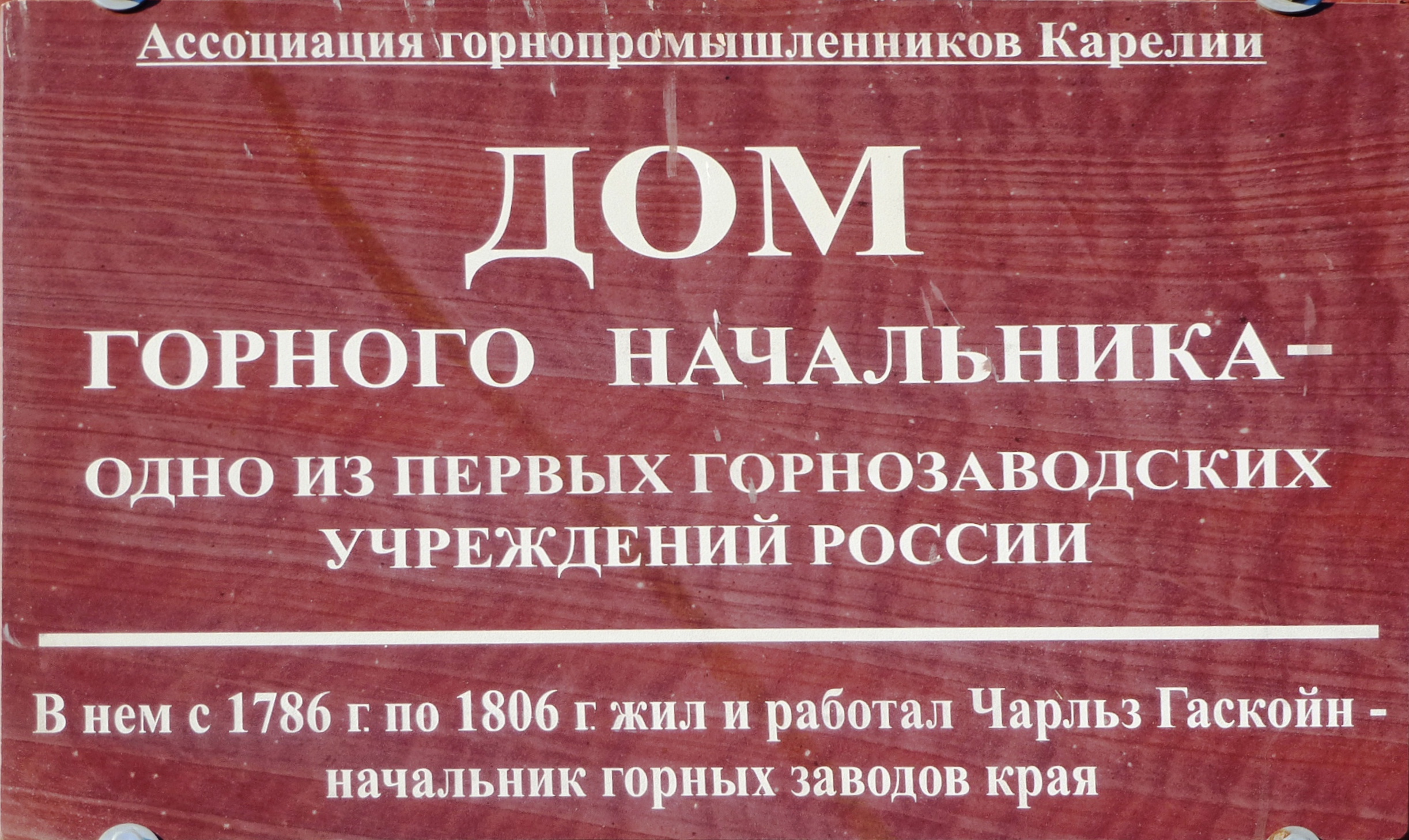
Мемориальная доска на здании дома горного начальника

Сын выходца из Франции, поселившегося в Шотландии. Стал одним из первых акционеров и сотрудников Кэрронского металлургического завода близ Эдинбурга (около 1760 года, партнёр с 1765 года), зять одного из главных акционеров завода Самуила Гарбета (англ. Samuel Garbett). Уже в 1776 году был назначен директором завода.
Изобрёл новый вид корабельного орудия — каронаду. Идея такого орудия для ближнего боя приписывается Роберту Мелвиллу, но усовершенствование орудий до их практической применимости (1779 год) принадлежит Гаскойну, от его имени образовалось и одно из названий каронады — гасконада.
Адмирал Самуил Грейг, занимавшийся в Кронштадте улучшением русского флота, представил императрице Екатерине II доклад о необходимости производства в России артиллерийских орудий для военных судов и предложил для этого вызвать в Россию Гаскойна. Императрица поручила самому Грейгу пригласить Гаскойна, что Грейг и сделал по переписке в 1785 году.
В 1786 году, в возрасте 47 лет, Гаскойн приехал в Россию в сопровождении Армстронга, другого шотландца, уже находившегося на русской службе.
Гаскойн привез с собою части важнейших машин, нужных для пушечного производства: цилиндровальных, раздувательных, сверлильных, а также многие строительные материалы: огнеупорную глину и кирпич, огнестойкий камень, значительное количество каменного угля. Вместе с ним прибыли по его приглашению многие другие бывшие сотрудники Карронского завода, включая братьев Берд, для помощи в управлении заводами, а также значительное число механиков, химиков, и мастеров литейных, сверлильных, модельных, токарных, кузнечных и прочих специальностей.
Гаскойн прибыл на Олонецкие заводы в сентябре 1786 года и начал перестройку находящегося в городе Петрозаводске Александровского пушечно-литейного завода, который был модернизирован в 1773 и 1774 годах под руководством бергмейстера А. С. Ярцова. В том же 1786 году, ему удалось пустить в действие одну из доменных печей при помощи новой цилиндрической раздувальной машины, и отлить из воздушных печей первую чугунную пушку в присутствии тогдашнего Олонецкого наместника Тутолмина.
Гаскойн восстановил находящийся поблизости Кончезерский завод, но неудачно: в 1793 году завод сгорел, после ещё одной реконструкции в 1801 году был остановлен. По случаю накопления в Кронштадте чугунного лома, для избежания расходов на перевозку его для переплавки в Петрозаводск, решено было устроить под руководством Гаскойна небольшой чугунолитейный завод в самом Кронштадте, что было им поручено, в свою очередь, Карлу Берду, вслед за тем был основан и Санкт-Петербургский завод, поблизости от города.
Первый контракт Гаскойна в России истекал в 1789 году. За успехи в 1788—1789 годах (в артиллерию было передано 386 пушек), Гаскойн в 1789 году был награждён орденом Святого Владимира 4-й степени, что давало ему право на потомственное дворянство. Гаскойн подписал новый контракт (хотя официально зачислен на государственную службу в чине коллежского советника только в июне 1790 года), по которому под его управлением оказались Александровский пушечный, Кончезерский чугуноплавильный и Кронштадтский заводы. Жалованье Гаскойна было положено в размере 2 500 фунтов стерлингов «по курсу российских денег в Англии».
С 1786 по 1803 год — начальник Олонецких горных заводов в Карелии, проживал в городе Петрозаводске. Организовал и непосредственно руководил масонской ложей в состав которой входили все наиболее заметные чиновники-иностранцы Олонецких горных заводов, а также англичане-мастеровые, прибывшие в Петрозаводск с Гаскойном. В 1801—1806 годах — директор Санкт-Петербургского чугунолитейного завода.
В 1794 ему поручено провести изучение залежей руд и каменного угля в Новороссийской губернии (район бывшей Славяносербии). Гаскойн выполнил поручение и заверил правительство, что «найденные прииски железной руды и каменного угля по освидетельствованию обещают богатейшее количество сих минералов в наилучшем качестве».
В 1795 году было решено построить Луганский литейный завод под начальством Гаскойна, и уже в 1796 году на Александровском заводе было приготовлено для этого до десяти тысяч пудов различных чугунных и железных деталей машин, и изделия отправлены зимой на место сухим путём. Считается первым градостроителем и генеральным архитектором Луганска.
Со временем Гаскойну также была поручена Александровская мануфактура, на которой он поставил первую в России паровую машину, выписанную из Англии.
С 1803 года начальник Адмиралтейских Ижорских заводов.
Гаскойн оставался директором всех построенных и возобновлённых им заводов до конца своей жизни. В 1794 году награждён орденом Святого Владимира 3-й степени. В 1795 году получил чин статского советника, в 1798 году получил орден Святой Анны 2-й степени и произведён в чин действительного статского советника. В 1804 году награждён орденом Святой Анны 1-й степени.
В 1805 году Гаскойн заболел, уехал в Санкт-Петербург. Скончался 19 июня 1806 года в Колпине.
По завещанию покойного, тело его было перевезено в Петрозаводск, и похоронено там на Немецком кладбище у лютеранской кирхи, ныне не существующей. Могила была уничтожена в 1930-х годах.

## Предпринимательская и финансовая деятельность
Согласно контракту, правительство было обязано покупать у заводов под началом Гаскойна продукцию заводов по цене «за пуд чугуна в годных по пробе пушках и в годной по свидетельству дроби»
по 2 рубля, а «в годных по свидетельству ядрах и других чугунных вещах» по 1 рублю 30 копеек ассигнациями (с 1793 г. по 1 рублю 50 копеек). Половину образующейся прибыли при этом получал сам Гаскойн «в награждение за особый труд его и попечение о пользе казны».
По императорскому указу от 15 декабря 1798 года Гаскойну поручается провести «разыскания» по ряду «предметов» и в том числе — «о лучшем устройстве монетных дворов, находящихся в Петропавловской крепости и при Ассигнационном банке».

## Внедрение технических новинок
Александровский пушечный завод под руководством Гаскойна был полностью перестроен, сохранилось от прежней организации только помещение. Важнейшие улучшения включали:
- Замену клинчатые мехов при доменных печах цилиндрическими;
- Отливку пушек без сердечников;
- Улучшение машин для отрезки от орудий прибылей, для их сверления и обточки;
- Переплавку чугуна в вагранках и в воздушных печах;
- Постройку (в 1788 году) «чугунного колесопровода» — первой в России железной дороги (с ручным приводом) для перевозки заготовок пушек с места отливки до сверлильного цеха.

Попытки Гаскойна в то же время ввести в употребление при воздушных печах для переплавки чугуна дрова, не удалась; топливом служил выписываемый из Англии каменный уголь.
Первая в России поршневая паровая машина была установлена по инициативе Гаскойна на Александровской мануфактуре.
Первая изготовленная в России паровая машина (системы Уатта) была сделана под руководством Гаскойна на Александровском заводе в Петрозаводске около 1790 года и использовалась для откачки воды на Воицком руднике.

## Семья
Женился на дочери Самуила Гарбета в 1759 году (Гарбет был владельцем скипидарного завода, которым Гаскойн руководил с 1763 года). От этого брака у него было три дочери:
- Анна, вышла замуж за Томаса Хэмилтона (Гамильтона), 7-го графа Хаддингтона в 1786 году, а позже (в феврале 1796 года) — за капитана 57-го полка Джеймса Далримпла (англ. James Dalrymple), умерла 21 июня 1840 года[6];
- Елизавета, вышедшая замуж за члена парламента Джорджа Огастеса Поллена (англ. George Augustus Pollen)[7] и
- Мария, которая стала первой женой А. М. Полторацкого (который в 1806 году сменил Гаскойна в должности горного начальника Олонецких заводов)[8].

Второй женой Гаскойна в 1797 году стала Джесси (Анастасия), дочь Мэтью Гатри (англ. Matthew Guthrie).
Сыновей у Гаскойна не было.

## Награды
- Орден Святой Анны 1-й степени (19.10.1804)[9]
- Орден Святой Анны 2-й степени (06.02.1798)[10]
- Орден Святого Владимира 3-й степени (22.09.1794)[9]
- Орден Святого Владимира 4-й степени (1789)[11]

## Память

### Петрозаводск
- Именем Чарльза Гаскойна названа улица на территории бывшего Александровского завода.
- На доме, где жил Гаскойн, на улице Заводская Линия (улица Фридриха Энгельса, 5) установлена мемориальная доска.
- 24 сентября 2021 года на проспекте Карла Маркса в Петрозаводске состоялось открытие памятника Гаскойну[12].

### Луганск
- В Луганске у здания Краеведческого музея установлен памятник-бюст Карлу Гаскойну.